# ارل ایستوود
ارل ایستوود (انگلیسی: Earl Eastwood; ۲ نوامبر ۱۹۰۵ – ۴ ژوئیهٔ ۱۹۶۸) قایقران روئینگ اهل کانادا بود.